# C10orf128
C10orf128 (англ. Chromosome 10 open reading frame 128) – білок, який кодується однойменним геном, розташованим у людей на 10-й хромосомі. Довжина поліпептидного ланцюга білка становить 105 амінокислот, а молекулярна маса — 11 325.
| 10         |  | 20         |  | 30         |  | 40         |  | 50         |
| ---------- |  | ---------- |  | ---------- |  | ---------- |  | ---------- |
| MNLGVSMLRI |  | LFLLDVGGAQ |  | VLATGKTPGA |  | EIDFKYALIG |  | TAVGVAISAG |
| FLALKICMIR |  | RHLFDDDSSD |  | LKSTPGGLSD |  | TIPLKKRAPR |  | RNHNFSKRDA |
| QVIEL      |  |            |  |            |  |            |  |            |

A: Аланін

C: Цистеїн

D: Аспарагінова кислота

E: Глутамінова кислота

F: Фенілаланін

G: Гліцин

H: Гістидин

I: Ізолейцин

K: Лізин

L: Лейцин

M: Метіонін

N: Аспарагін

P: Пролін

Q: Глутамін

R: Аргінін

S: Серин

T: Треонін

V: Валін

Задіяний у такому біологічному процесі, як альтернативний сплайсинг. 
Локалізований у мембрані.